# G.729.1
G.729.1 это 8-32 kbit/s речевой аудиокодек с совместимостью битового потока с G.729, G.729 Annex A и G.729 Annex B. Его официальное название G.729-based embedded variable bit rate codec: An 8-32 kbit/s scalable wideband coder bitstream interoperable with G.729.
Кодек был разработан для предоставления лучшего качества и большей гибкости чем существующий стандарт кодирования речи ITU-T G.729. G.729.1 имеет гибкие параметры битрейта, звуковой полосы и сложности. Также доступны различные режимы кодирования и декодирования, включая поддержку и 8 и 16 kHz входной/выходной частот дискретизации, совместимость с G.729B, и уменьшенную алгоритмическую задержку. Битовый поток G.729.1 разбит на 12 иерархических уровней. Первый уровень (уровень ядра) на 8 kbit/s совместим с форматом G.729. Второй уровень (добавляет 4 kbit/s, в общем 12 kbit/s) это уровень узкополосного кодирования. Третий уровень (2 kbit/s, в общем 14 kbit/s) это уровень расширения полосы. Последующие уровни (по 2 kbit/s) это широкополосные уровни. Выходная полоса частот G.729.1 в пределах 50-4000 Hz на 8 и 12 kbit/s, и 50-7000 Hz от 14 до 32 kbit/s. G.729.1 также известен как G.729 Annex J и G.729EV где EV означает Embedded Variable (встроенное значение битрейта).
Алгоритм G.729.1 основан на трехуровневой структуре кодирования: встроенное кодирование на основе линейного предсказания (CELP) используется в полосе низких частот (50-4000 Hz), параметрическое кодирование на высоких частотах (4000-7000 Hz) Time-Domain Bandwidth Extension (TDBWE), и расширение полного диапазона (50-7000 Hz) техникой кодирования предиктивной трансформации Time-Domain Aliasing Cancellation (TDAC).